# Метрополитен Тель-Авива

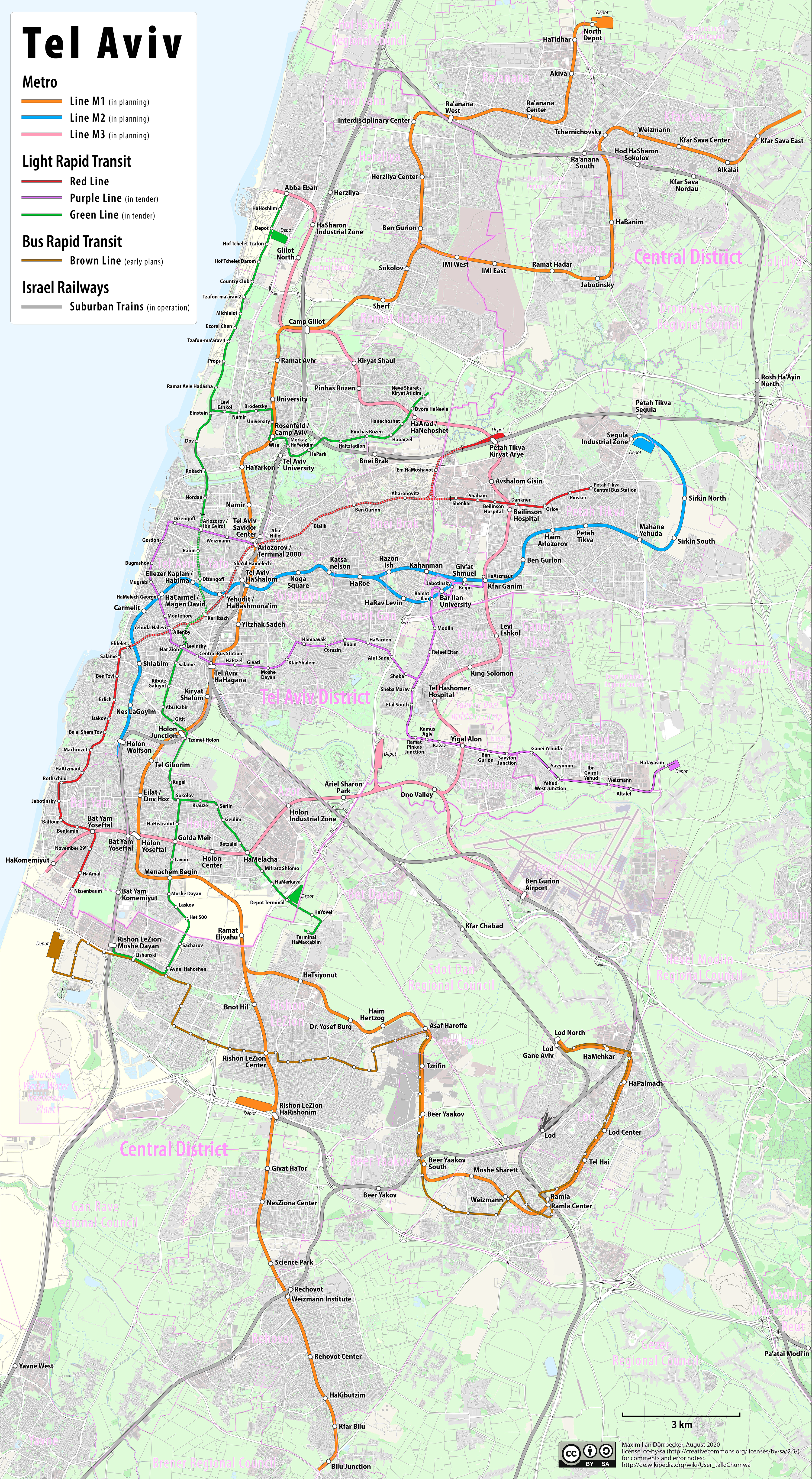
Схема линий скоростного общественного транспорта в Гуш-Дане по планам на 2030 год. Оранжевая, голубая и розовая линии — метро; красная, пурпурная и зеленая линии — ЛРТ/метротрам; коричневая линия — метробус или трамвай; серая линия — пригородная ЖД.

Метрополитен Тель-Авива — планируемая в Гуш-Дане система линий метро. Она дополнит линии Тель-Авивского легкорельсового транспорта и Израильской железной дороги. Открытие первой линии для пассажиров ожидается в 2030 году.

## История
Первый неофициальный план постройки метро в Тель-Авиве появился ещё в 1967 году, однако из-за дефицита средств в бюджете из всего проекта были построены только станции в здании Шалом Меир и в здании новой центральной автобусной станции. По некоторым труднопроверяемым данным, была также подготовлена площадка под пассажем на ул. Алленби с чётной стороны. 10 апреля 1973 года тогдашняя премьер-министр Израиля Голда Меир объявила о начале строительства метро. Это было первое официальное заявление о строительстве метро в Тель-Авиве. Однако, по ряду причин, этот проект не был реализован.
План метро родился в 2015 году в министерстве финансов Израиля, в обход министерства транспорта. Обоснование проекта заключалось в том, что провозной способности системы легкорельсового транспорта будет недостаточно для удовлетворения транспортных потребностей Тель-Авива уже в 2020-х годах, когда будут завершены первые линии. В ходе внутренних обсуждений было предложено множество альтернатив.
К началу 2016 года два министерства согласовали общий план, который будет включать три из семи запланированных линий скоростного трамвая в дополнение к трём новым линиям метро. В сентябре 2016 года государственная компания NTA (на иврите сокращённо «Городские транспортные линии») объявила тендер на технико-экономическое обоснование строительства линий метро. Окончательная стоимость всех линий оценивается в 130—150 млрд шекелей (36-42 млрд долларов США).
В июле 2018 года NTA объявило тендер на проектирование трёх линий метро. В июле 2018 года McKinsey представила правительству Израиля отчёт о финансовых аспектах проекта.
15 апреля 2019 года Национальный комитет по инфраструктуре утвердил маршруты всех трёх линий метро.
Строительство планируется начать примерно в 2024—2026 годах.
Метро Тель-Авива будет одиннадцатым по счёту на Ближнем Востоке. «Кармелит» в Хайфе, построенный в 1959 году, был первым. Лишь в 1987 году появилось каирское метро, в 1999 — тегеранское, в 2009 году открылся метрополитен в Дубае, в 2010 году — метрополитен в Мекке, с 2011 по 2015 годы еще 4 метрополитена было открыто в Иране, а в 2024 году состоялось открытие метрополитена в Эр-Рияде.